# 溫氏花鱂
溫氏花鱂又名安德勒孔雀鱼（學名：Poecilia wingei），為輻鰭魚綱鯉齒目鯉齒亞目花鳉科的其中一種，分布於南美洲委內瑞拉Campoma及Buena Vista潟湖流域，可生活在淡水、半淡鹹水中，雄魚體長約1.5～3公分，雌魚體長約2～4.5公分，屬雜食性，顏色鮮艷，可作為觀賞魚，品系雖然沒孔雀魚（Poecilia reticulata）眾多，但因為體型嬌小而也很受水族愛好者歡迎，容易與孔雀魚（P. reticulata）雜交且後代具有生育能力。

## 擴展閱讀
維基物種上的相關：溫氏花鱂